# Віттендерп
Віттендерп (нім. Wittendörp) — громада в Німеччині, розташована в землі Мекленбург-Передня Померанія. Входить до складу району Людвігслуст-Пархім. Складова частина об'єднання громад Віттенбург.
Площа — 104,37 км2. Населення становить 2906 ос. (станом на 31 грудня 2020).

## Галерея

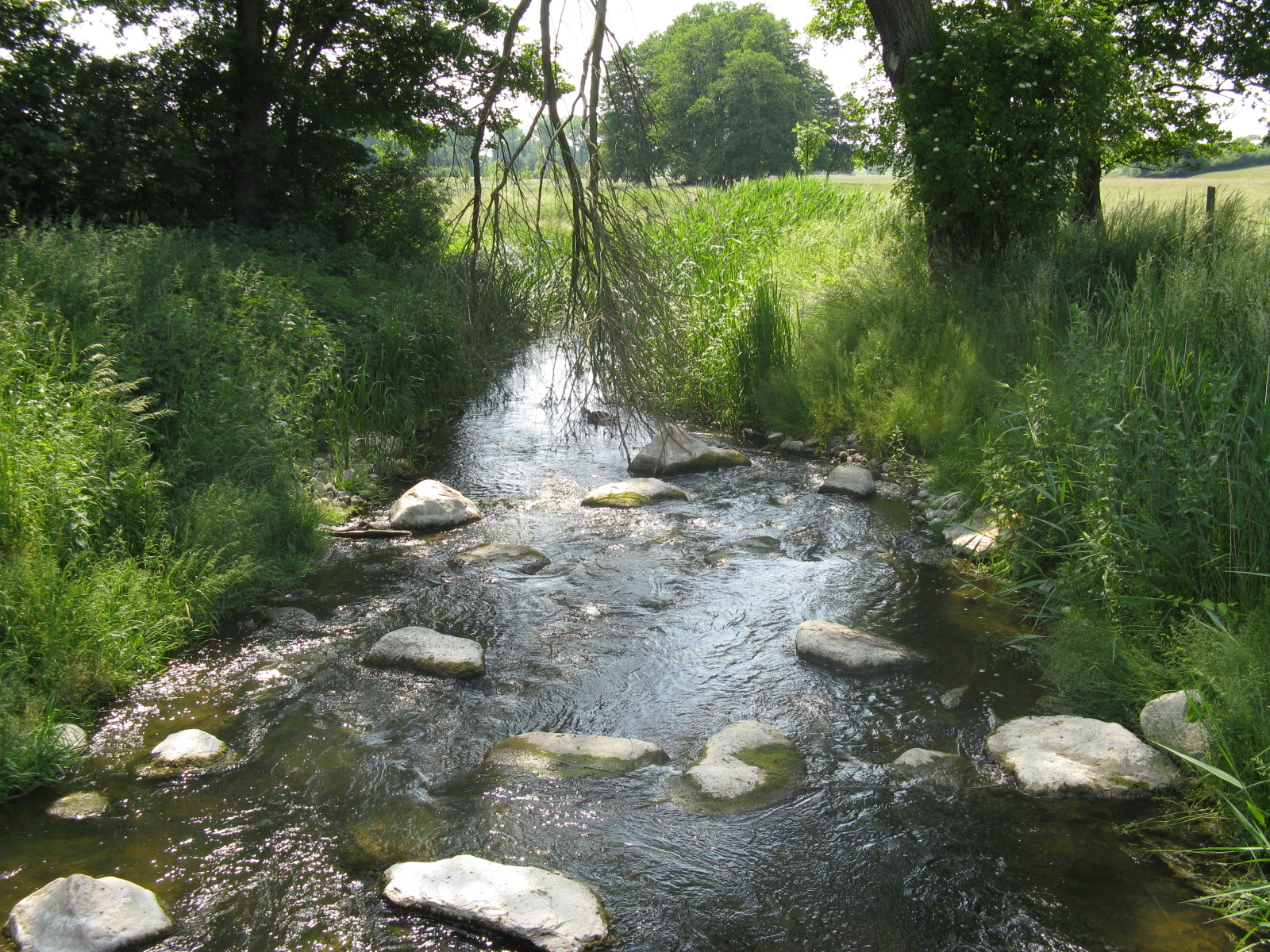